# 佐々木力
佐々木 力（ささき ちから、1947年3月7日-2020年12月4日 ）は、日本の科学史学者。
東京大学教養学部教授、大学院総合文化研究科教授。中国科学院大学教授、中部大学中部高等学術研究所特任教授、神奈川県和算研究会会長を歴任した。
専門は科学史・科学哲学、とくに数学史であり、日本オイラー研究所名誉所長なども務めた。また「反時代的な社会主義者」を自称するトロツキストでもあり、日本陳独秀研究会会長も務めた。また、「九条科学者の会」呼びかけ人を務めていた。
東北大学大学院時代に「近代科学の認識構造ー近代科学の意味解明への視覚ー」を『思想』558号（1970年）に執筆して注目される。プリンストン大学から帰国し東大に就職して以降、『思想』を論考の公表の場として活躍し、同誌への執筆回数では最高を記録している。廣松渉 、伊東俊太郎、村上陽一郎などと東大教養学部科学史・科学哲学科の黄金時代を築き、多くの弟子を養成する。

## 経歴
宮城県加美郡小野田町（後の加美町）出身。加美町立小野田中学校（加美町立鳴峰中学校）、宮城県古川高等学校、1969年東北大学理学部数学科卒業、同大学院理学研究科博士課程中退、1976年からプリンストン大学に留学、80年Ph.D.（歴史学）。
東北大学在学中に学生運動にかかわり、その経験から近代『数学』の認識構造そのものに懐疑をもち、「近代科学をとらえ直す『科学史』へ転向した」という。1969年、東北大学理学部数学科を卒業し、大学院理学研究科数学専攻に学んだ後、東京大学教養学部研究生を経て、プリンストン大学に留学。トーマス・クーンなどの下で学び、ルネ・デカルトの数学思想を扱った「Descartes’s Mathematical Thought」によって歴史学専攻のPh.D.を取得した。
1980年に東京大学教養学部講師となり、1983年に助教授、1991年に教授となった。2005年にセクシャル・ハラスメントを理由として2か月の停職処分を受けた（後述）。2010年3月に、東京大学を退職した。その際、東京大学名誉教授の称号は得られなかった。
2012年から、中国科学院大学教授。2016年から、中部大学中部高等学術研究所特任教授。
2020年、神奈川県和算研究会会長に就任したが、同年12月4日、大腸癌の予後が悪く消化管出血のため死去。73歳没。同月10日に発行された『数学的真理の迷宮 懐疑主義との格闘』が遺作となった。
なお、雑誌『アリーナ』（中部大学発行、風媒社発売）は21号（2018年）を「学問史の世界　佐々木力と科学史・科学哲学」特集とし、佐々木の友人や研究仲間の論考・エッセイを集成している。同号には佐々木力自身による略年譜と著作目録も収められている。佐々木の自伝「佐々木力　学問への道程」も「奥羽山脈の麓から東北大学へ」（同号）、「”アルマ・マテル” プリンストンでの学問修行」（22号、2019年）、「数学史家・自然哲学者としてスピノザ的生を生きぬく」（23号、2020年）と３回連載された。佐々木が実行委員長を務めた国際会議「新しい科学の考え方をもとめてー東アジア科学文化の未来ー」の記録も『アリーナ』特別号（2020年）として出版されている。

## 批判
佐々木は、フランスなどの外国を引き合いに出して日本を批判する手法から、和田春樹から拝外主義者とレッテルされており、この場合、外国を崇拝するという意味の拝外主義者だという。これに関して本人は、「それほどまちがっていない」と述べている。とは言え、佐々木は『東京大学学問論』の中で、野茂英雄を引き合いに出し、学問分野でも国際的に競争力のある研究を志した経緯を書いているように、熱烈な愛国者でもあった。出身の東北大学をゲッチンゲン大学になぞらえた「東北月沈原」というレトリックをいつも愛用し、心は常に東北の郷里から離れることはなかった。東北を溺愛したエピソードは周囲にいた知人や友人などが立場を問わず回顧している。

## 事件
東大教授時代の2005年にセクシャル・ハラスメントを理由として2か月の停職処分を受けた。これに対して佐々木は著書『東京大学学問論』において、植草一秀と同じように自分は「御用学者」ではないから排除されたのだと釈明している。これに対して、小谷野敦は「しかしそれなら、小森陽一とか石田英敬とか、そういう人はなんで罠にはまってないんでしょうねえ」と疑問視している。本件を理由に国際主義労働者全国協議会を除名された。
なお、『週刊新潮』からセクハラ疑惑を報じられたが本人は、「悪名高い」「世間ではハイエナ誌という評判」「ハイエナ週刊誌」と罵倒している。

## 著書

### 単著
- 『科学革命の歴史構造』岩波書店、1985年／講談社学術文庫（上下）、1995年
- 『科学史的思考　小品批評集』御茶の水書房、1987年
- 『近代学問理念の誕生』岩波書店、1992年 - サントリー学芸賞受賞[23]
- 『生きているトロツキイ』東京大学出版会、1996年
- 『科学論入門』岩波新書、1996年
- 『学問論 ポストモダニズムに抗して』東京大学出版会、1997年
- 『マルクス主義科学論』みすず書房、1997年
- 『二十世紀数学思想』みすず書房、2001年
- 『科学技術と現代政治』ちくま新書、2000年
- 『デカルトの数学思想』（コレクション数学史）東京大学出版会、2003年
- 『数学史入門　微分積分学の成立』ちくま学芸文庫、2005年
- 『21世紀のマルクス主義』ちくま学芸文庫、2006年
- 『数学史』岩波書店、2010年
- 『ガロワ正伝 革命家にして数学』ちくま学芸文庫、2011年
- 『東京大学学問論　＜学道＞の劣化』作品社、2014年
- 『反原子力の自然哲学』未来社、2016年
- 『数学的真理の迷宮 懐疑主義との格闘』北海道大学出版会、2020年
- 『日本数学史』岩波書店、2022年。遺著

### 共著
- （中村幸四郎との共著）『数学史対話』弘文堂、1987年
- （川喜田愛郎との共著）『医学史と数学史の対話』中公新書、1992年

### 共編著
- （弥永昌吉との共編著）『現代数学対話』朝倉書店、1986年

### 訳書
- （I.ラカトシュ著、J.ウォラル、E.ザハール編）『数学的発見の論理：証明と論駁、共立出版、1980年
- （D.ブルア（英語版）著、古川安との共訳）『数学の社会学：知識と社会表象』培風館、1985年
- （ヴィーコ著、上村忠男との共訳）『学問の方法』岩波文庫、1987年
- （トーマス・S.クーン著）『構造以来の道：哲学論集1970-1993』みすず書房、2008年

### 編訳書
- （マイケル・S・マホーニィ（英語版）著）『歴史における数学』勁草書房、1982年／ちくま学芸文庫、2007年
- （山本義隆、桑野隆 との共編訳）『物理学者ランダウ：スターリン体制への叛逆』みすず書房、2004年